# Šumná (berg)
Šumná är ett berg i Tjeckien.   Det ligger i distriktet Okres Chomutov och regionen Ústí nad Labem, i den nordvästra delen av landet, 100 km väster om huvudstaden Prag. Toppen på Šumná är 541 meter över havet, eller 131 meter över den omgivande terrängen. Bredden vid basen är 1,6 km.
Terrängen runt Šumná är kuperad.Runt Šumná är det ganska glesbefolkat, med 47 invånare per kvadratkilometer. Närmaste större samhälle är Klášterec nad Ohří, 3,1 km nordost om Šumná. I omgivningarna runt Šumná växer i huvudsak blandskog.